# Bettinghausen
Bettinghausen – dzielnica (Ortsteil) gminy Bad Sassendorf w powiecie Soest, w kraju związkowym Nadrenia Północna-Westfalia, w rejencji Arnsberg.

## Geografia
Bettinghausen jest dzielnicą (Ortsteil) Bad Sassendorfu w powiecie Soest. Przez Bettinghausen biegną drogi K41 i K39. Dzielnica ta położona jest około 4 km od Bad Sassendorf i około 10 km od Soest.

## Demografia
Według spisu ludności z 2015 roku, w Bettinghausen mieszkało 725 mieszkańców.

## Historia
Bettinghausen zostało w 1124 roku wspomniane w bulli papieskiej jako "Betenchusen". Stało się to jeszcze zanim miejsce to zostało udokumentowane w 1186 roku. Około 1300 roku Benedyktyni rozpoczęli budowę tutejszej kaplicy.

### Reorganizacja gmin
Do reorganizacji gmin w 1975 roku Bettinghausen było niezależną gminą w powiacie Oestinghausen.

## Polityka
Burmistrzem dzielnicy (niem. Ortsvorsteher) jest Heinz-Joachim Ittermann.